# NGC 870
NGC 870 is een compact sterrenstelsel in het sterrenbeeld Ram. Het hemelobject werd op 22 november 1854 ontdekt door de Ierse astronoom William Parsons.

## HD 14108 en HD 14192
Vanaf de aarde gezien bevindt het stelsel NGC 870 zich, samen met NGC 871, schijnbaar net ten noordnoordwesten van de ster HD 14108. Iets minder dan een kwart graad ten oosten van HD 14108 is HD 14192 te vinden die de sterrenstelsels NGC 876 en NGC 877 als gezelschap heeft. Amateurastronomen kunnen HD 14108 en HD 14192 aanwenden als gidssterren om de vier sterrenstelsels op te sporen.

## Synoniemen
- PGC 8721
- MCG 2-6-52